# Губа Сазонова
Губа Сазонова — губа на Терском берегу Белого моря. Вдаётся в восточную часть Кольского полуострова. Открыта к северо-востоку, вдается в материк на 600 м. Ширина у входа 430 м.
Расположена между губами Городецкая и Четырёхрогая. В вершину губы впадает небольшой ручей.
Берега губы в состоят из высоких (до 30 м) каменных обрывистых скал и может по нужде служить укрытием для небольших судов и шлюпок. Губа в вершине мелководна и наполняется водой только в прилив. Максимальная глубина в середине губы до 6 м, к берегам, около которых подводные камни — значительно менее.
На южном берегу губы расположен населённый пункт Маяк Городецкий. Административно бухта входит в Ловозерский район Мурманской области России.